# Rubik's 360

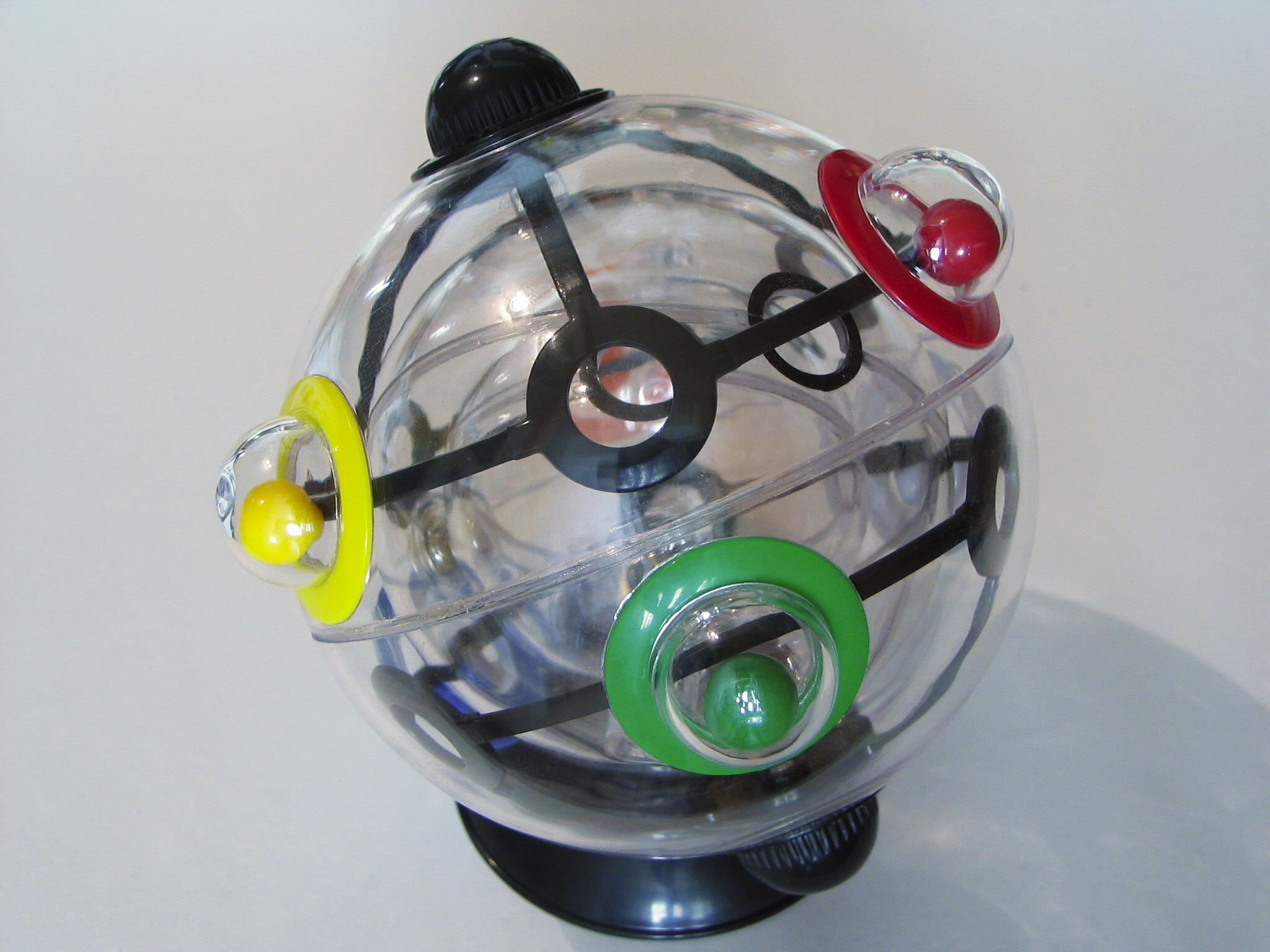
Rubik's 360

Rubik's 360 là phát minh mới của nhà phát minh Ernõ Rubik, được trình làng lần đầu vào ngày 5 tháng 2 năm 2009 tại Hội chợ đồ chơi Quốc tế Nuremberg. Đây là phiên bản Rubik duy nhất không thể tháo ra để giải.

## Cách chơi
Đồ chơi này gồm hai quả cầu rỗng đồng tâm được lồng vào nhau. Quả cầu trong có đục 2 lỗ. Quả cầu ngoài có tám cái núm và được gắn vào chân đế. Trong số đó có 2 núm dùng để di chuyển hai quả cầu (chủ yếu là xoay), sáu núm còn lại được tô bởi 6 màu khác nhau để chứa 6 viên bi có màu tương ứng.
Trò chơi bắt đầu khi 6 viên bi nằm ở trong quả cầu trong. Để chơi, người chơi phải xoay 2 quả cầu để đưa các viên bi về đúng vị trí các núm ở quả cầu ngoài. Nếu cả sáu viên đều nằm đúng vị trí thì quá trình giải kết thúc.